# Сад Таро
Сад Таро (ит. Giardino dei Tarocchi) — парк скульптур в Италии, близ городка Гаравиччио, расположенного в коммуне Капальбио, на крайнем юге Тосканы.

## История и художественные особенности
Парк Таро был разработан франко-швейцарской художницей и скульптором Ники де Сен-Фалль, совместно с её мужем, художником-сюрреалистом Жаном Тингели. Проект начал осуществляться с 1979 года. Вдохновил Ники при этом ряд других подобных скульптурно-архитектурных парков, в первую очередь Парк Гуёль Антонио Гауди в Барселоне и Священный лес мастера Пирро Лигорио в Бомарцо. Строительство и разбивка парка, занявшая почти 20 лет, стала осуществление давнишней мечты Ники де Сен-Фалль, которую она лелеяла с самых начал её художественной деятельности. В 1998 году работы были завершены, и с тех пор в летние месяцы Сад Таро открыт для посещений.
Парк, удачно вписавшийся в традиционно холмистый тосканский ландшафт, украшен 22 крупными фигурными статуями, символизирующими различные элементы карт таро. Скульптуры ярких цветов, украшены мозаиками, стеклом и керамикой, достигают высоты в 15 метров. При их создании и возведении помощь оказывали также местные тосканские художники. Собственно статуи изготовлены из бетона со стальной арматурой внутри, переплетённой и сваренной вручную. Сад Таро окружает стена, возведённая из туфа. Вход в парк в виде круглой арки возведён архитектором Марио Ботта.
В настоящее время сад Таро (по желанию Ники де Сен-Фалль) управляется специально созданным для этой цели частным фондом (Fondazione Il Giardino dei Tarocchi).

## Галерея

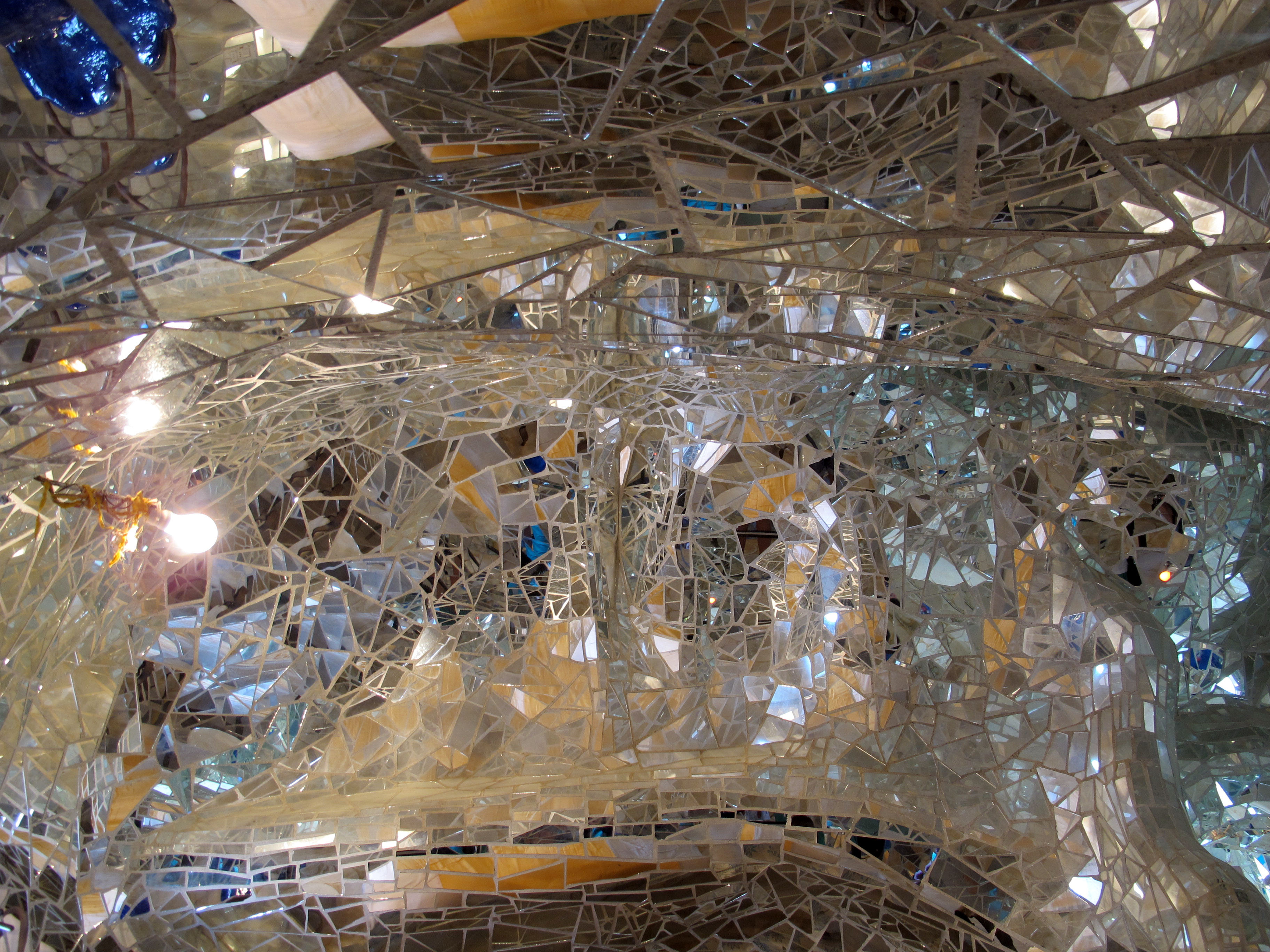
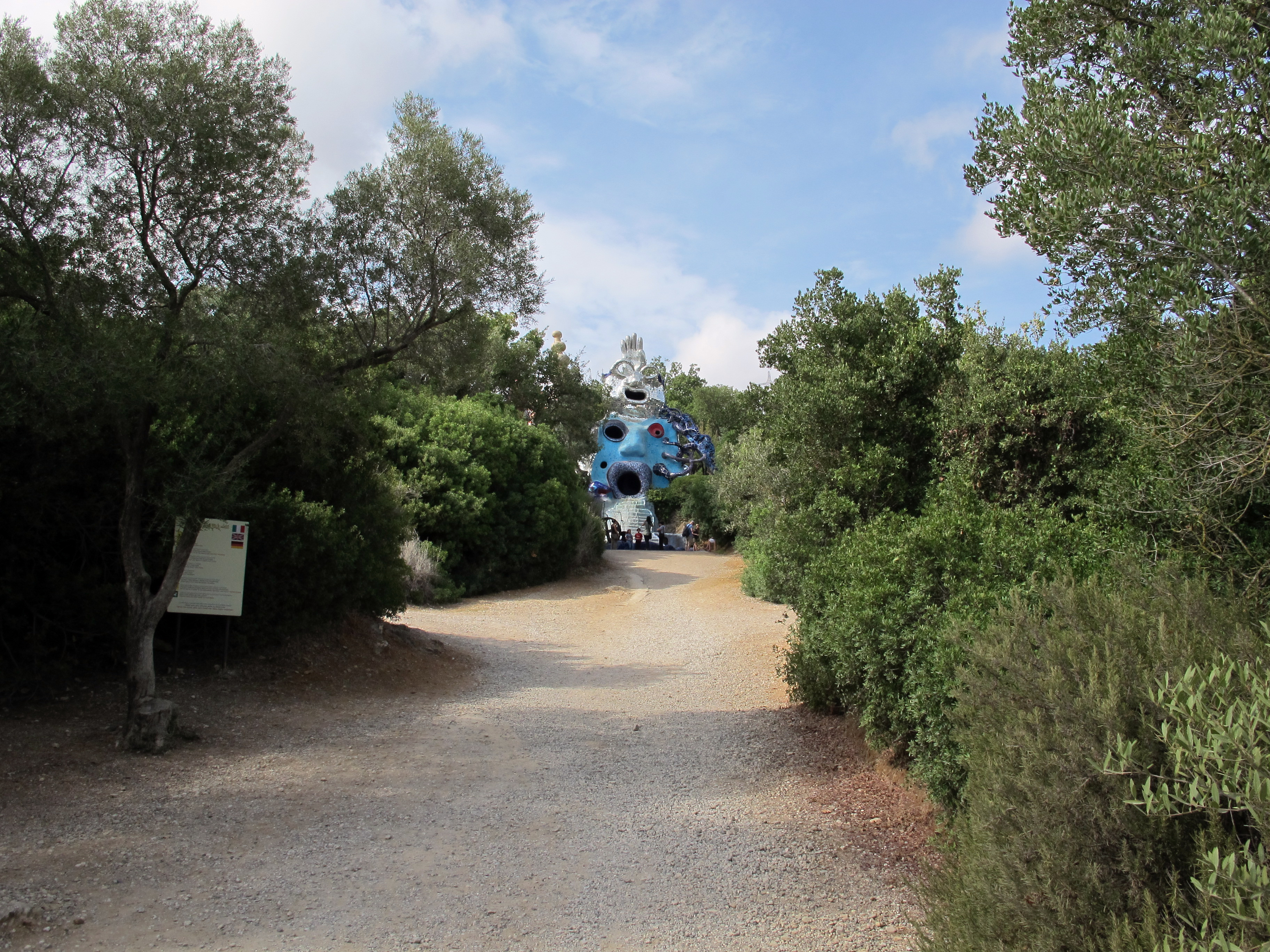
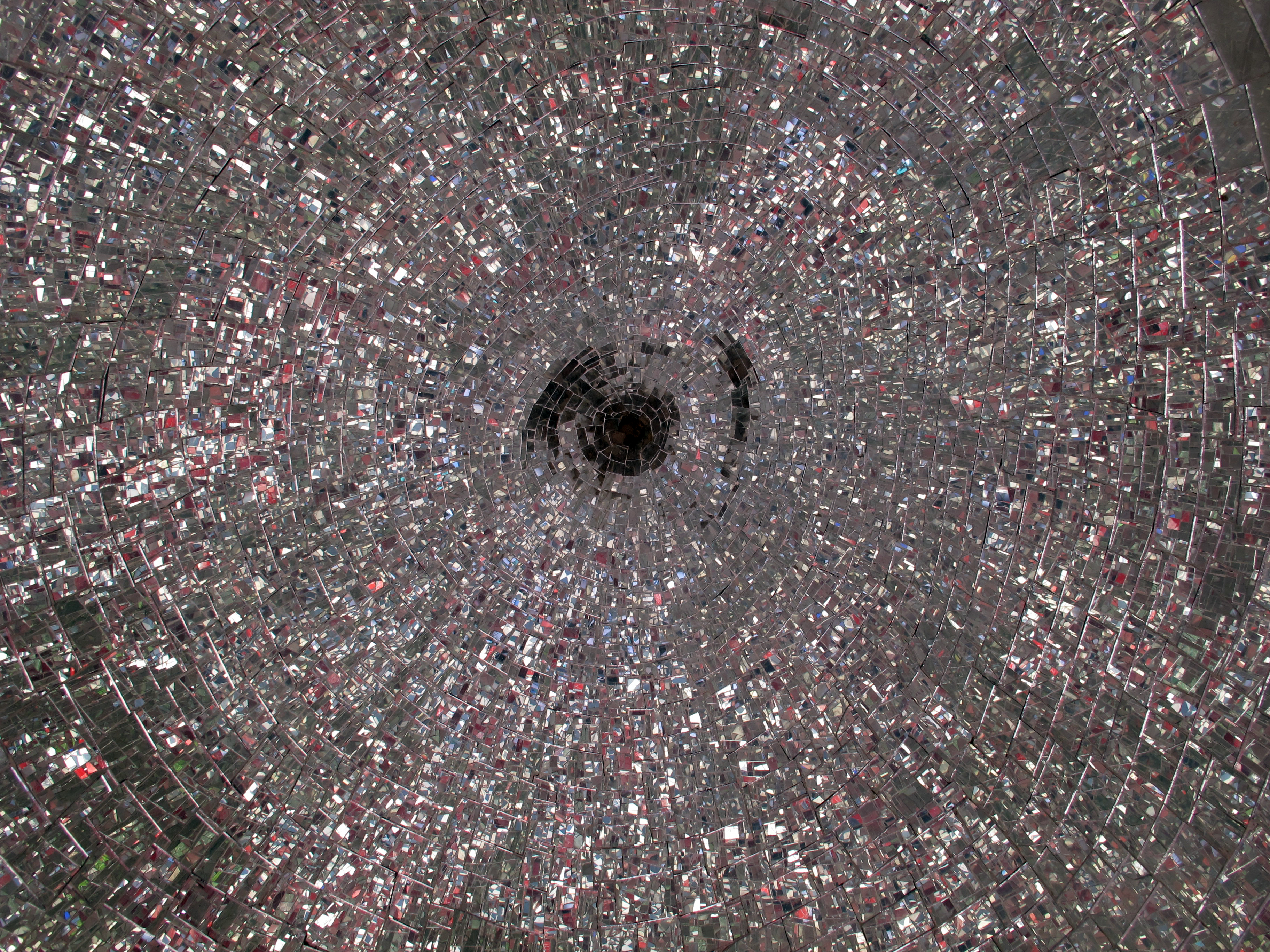
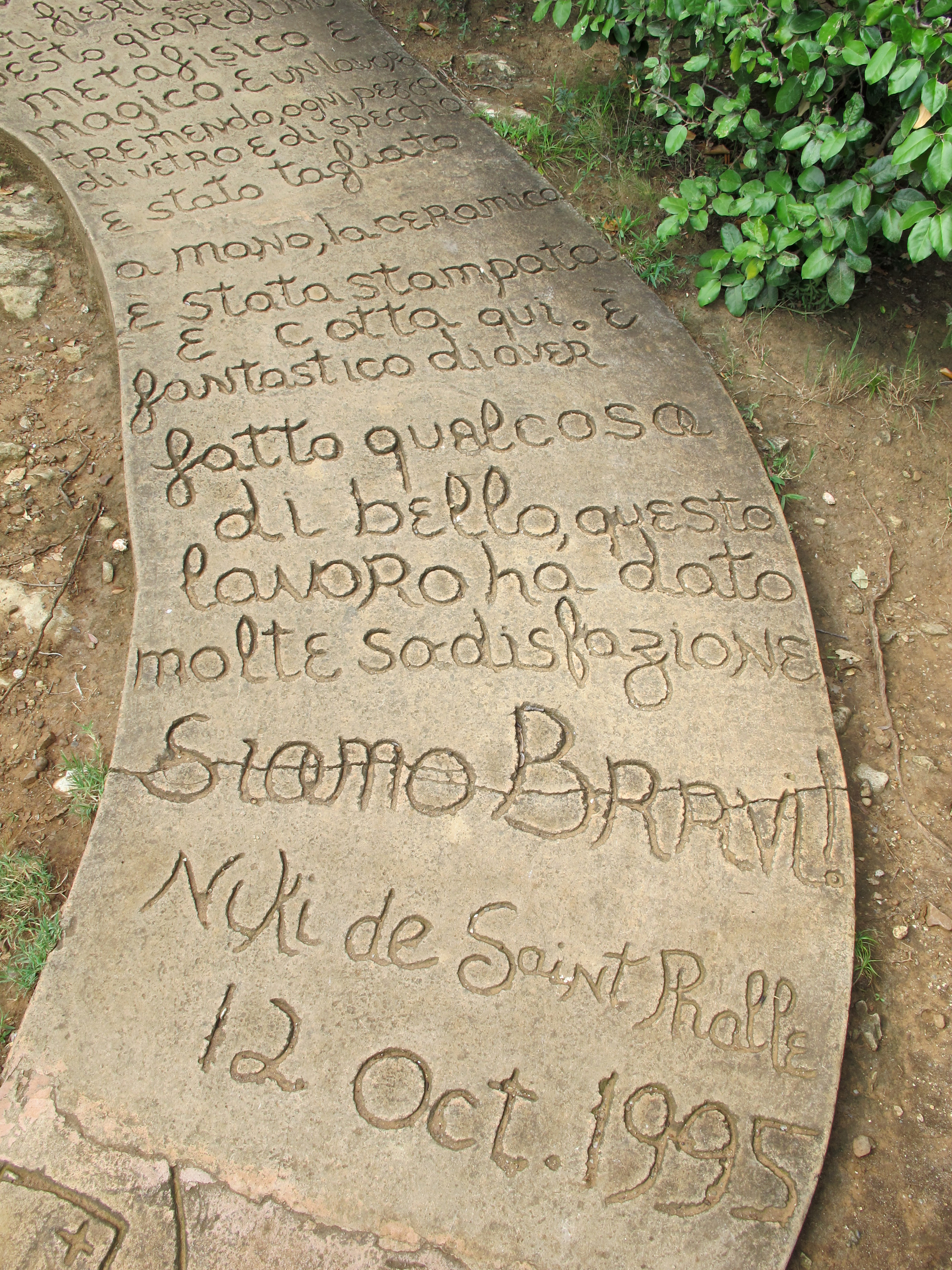